# Zygophyllum lehmannianum
Zygophyllum lehmannianum är en pockenholtsväxtart som beskrevs av Aleksandr Andrejevitj Bunge. Zygophyllum lehmannianum ingår i släktet Zygophyllum och familjen pockenholtsväxter. Inga underarter finns listade i Catalogue of Life.